# Ustronie (Banie Mazurskie)
Ustronie ist ein Ort in der polnischen Woiwodschaft Ermland-Masuren und gehört zur Landgemeinde Banie Mazurskie (deutsch Benkheim) im Powiat Gołdapski (Kreis Goldap).
Ustronie liegt im Nordosten der Woiwodschaft Ermland-Masuren an einem Landweg, der Gryżewo (Griesgirren, 1938 bis 1945 Grieswalde) mit Szarek (Zargen) verbindet. Der Ort wird nicht gleich nach 1945 erwähnt, er ist auch nicht mit einer vor 1945 besiedelten Ortschaft deutschen Namens in Verbindung zu bringen und scheint wohl eine spätere Gründung zu sein.
Ustronie ist eine Ortschaft im Verbund der Landgemeinde Banie Mazurskie im Powiat Gołdapski, vor 1998 der Woiwodschaft Suwałki, seither der Woiwodschaft Ermland-Masuren zugeordnet.
Kirchlich gehört Ustronie zur katholischen Pfarrei Żabin (deutsch Klein Szabienen/Schabienen, 1938 bis 1945 Kleinlautersee) im Bistum Ełk bzw. zur evangelischen Kirche in Gołdap, einer Filialkirche von Suwałki in der Diözese Masuren der Evangelisch-Augsburgischen Kirche in Polen.